# محسن نفر
محسن نفر (زادهٔ ۱۳۳۹ در تهران) آهنگ‌ساز، پژوهش‌گر، مدرس موسیقی و نوازندهٔ تار و سه تار اهل ایران است. وی آهنگ‌ساز و نوازندهٔ تار آلبوم‌های وصل مستان، شمس الضحی، باغ ارغوان، یاد یار و فکر نو، یاس، خاکستری، آبی (سه آلبوم)، سرگردان است. وی همچنین آهنگ‌سازی چند فیلم را بر عهده داشته‌است.

## زندگی‌نامه
محسن نفر در سال ۱۳۳۹ در تهران چشم به جهان گشود. در دوازده سالگی به هنرستان عالی موسیقی وارد و از محضر اساتیدی همچون رضا وهدانی بهره‌مند گردید. همزمان با آغاز دورهٔ دوم هنرستان بنا به پیشنهاد مرحوم وهدانی به استاد علی اکبر خان شهنازی معرفی شد که این دوره پنج سال به درازا کشید. گفتنی است عشق و علاقه به ساز تار، ایشان را شش جلسه در هفته به پای درس استاد شهنازی می‌کشاند، به طوری که علاوه بر کلاس‌های روزانه و شبانهٔ استاد شهنازی در هنرستان، در کلاس‌های ایشان در مکتب صبا نیز حضور یافته و از خرمن دانش ایشان بهره‌ها گرفت. در سال ۱۳۵۵ بنا به پیشنهاد محمود کریمی و دعوت رئیس وقت مرکز حفظ و اشاعه موسیقی -داریوش صفوت- جهت تحصیل تار و سه تار وارد مرکز شده، و از محضر اساتیدی همچون یوسف فروتن و سعید هرمزی و نیز عبدالله دوامی و محمود کریمی بهره‌مند شد.
پس از آن در سال ۱۳۵۷ با رتبه اول از هنرستان عالی موسیقی فارغ‌التحصیل و با شرکت در آزمون ورودی گروه موسیقی و اخذ رتبهٔ اول وارد دانشکدهٔ هنرهای زیبا گردید. وی در سال ۱۳۷۰ به رتبهٔ علمی استادیاری در موسیقی سنتی (وزارت فرهنگ و آموزش عالی کشور) نائل آمده و در سال ۱۳۷۱ موفق به اخذ مدرک کارشناسی فلسفه از دانشگاه تهران گردید.
در سال ۱۳۹۲ مدرک درجه یک هنری به او اعطاء شد.

## آلبوم‌های منتشر شده
- آلبوم وصل مستان
- آلبوم شمس الضحی
- آلبوم باغ ارغوان
- آلبوم یاد یار
- آلبوم فکر نو
- آلبوم یاس
- آلبوم خاکستری، آبی
- آلبوم سرگردان

## موسیقی فیلم
- موسیقی فیلم مرگ دیگری به کارگردانی محمدرضا هنرمند
- موسیقی فیلم هودج به کارگردانی مجید مجیدی
- موسیقی فیلم معبر به کارگردانی بهزاد بهزادپور
- موسیقی فیلم گورکن به کارگردانی محمدرضا هنرمند
- موسیقی فیلم بلمی به سوی ساحل به کارگردانی رسول ملاقلی‌پور
- موسیقی فیلم روزنه به کارگردانی جمال شورجه

## کتاب ها
- کندو کاوی در موسیقی نظری انتشارات دانشگا ه صداو سیما
- جزو ه درسی فلسفه هنر
- کتاب فرهنگ مهارتهای موسیقی جلد 1
- موسیقی در فیلم ، تلویزیون و انیمیشن
- حکمت هنر اسلامی